# Mitrephora grandiflora
Mitrephora grandiflora là một loài thực vật thuộc họ Annonaceae. Đây là loài đặc hữu của Ấn Độ.